# Cyprinodon suavium
Cyprinodon suavium är en fiskart som beskrevs av Strecker 2005. Cyprinodon suavium ingår i släktet Cyprinodon och familjen Cyprinodontidae. Inga underarter finns listade i Catalogue of Life.